# Unforgiven 2008
Unforgiven 2008 è stata l'undicesima ed ultima edizione dell'omonimo pay-per-view prodotto dalla World Wrestling Entertainment, svoltosi il 7 settembre 2008 alla Quicken Loans Arena in Cleveland.

## Storyline
Nella puntata di Raw del 18 agosto il General Manager dello show, Mike Adamle, annunciò un Championship Scramble match per Unforgiven con in palio il World Heavyweight Championship di CM Punk; i partecipanti scelti, oltre a Punk stesso, furono John "Bradshaw" Layfield, Batista, Kane e John Cena. Nella puntata di Raw del 25 agosto Cena, dopo che aveva riportato un infortunio, fu tuttavia rimosso dall'incontro di Unforgiven per poi venir sostituito dal rientrante Rey Mysterio.
Nella puntata di SmackDown del 22 agosto la General Manager dello show, Vickie Guerrero, annunciò un Championship Scramble match per Unforgiven con in palio il WWE Championship di Triple H. Più avanti, la sera stessa, dopo lo svolgimento di alcuni match per determinare gli altri quattro contendenti di Unforgiven, si qualificarono The Brian Kendrick (vincendo un Battle Royal match), Montel Vontavious Porter (sconfiggendo Festus per count-out), lo United States Champion Shelton Benjamin (sconfiggendo Finlay) e Jeff Hardy (sconfiggendo The Great Khali).
Nella puntata di ECW del 26 agosto il General Manager dello show, Theodore Long, annunciò un Championship Scramble match per Unforgiven con in palio l'ECW Championship di Mark Henry. Più avanti, la sera stessa, dopo lo svolgimento di alcuni match per determinare gli altri quattro contendenti di Unforgiven, si qualificarono Matt Hardy (sconfiggendo John Morrison), The Miz (sconfiggendo Evan Bourne), Chavo Guerrero (sconfiggendo Tommy Dreamer) e Finlay (sconfiggendo Mike Knox).
Il 20 luglio, a The Great American Bash, Chris Jericho sconfisse Shawn Michaels per KO tecnico dopo averlo ripetutamente colpito all'occhio destro, infortunandolo (kayfabe). Il 17 agosto, a SummerSlam, Michaels, accompagnato dalla moglie Rebecca, dopo che aveva reso pubblica l'idea di ritirarsi dal mondo del wrestling per via dell'infortunio patito (storyline), fu interrotto da Jericho, il quale tentò di attaccarlo; tuttavia, dopo che Michaels aveva schivato l'attacco, lo stesso Jericho colpì involontariamente Rebecca. Nella puntata di Raw del 25 agosto, dopo che Jericho non si era scusato con Michaels per ciò che aveva fatto, fu sancito un Unsanctioned match tra i due per Unforgiven
Nella puntata di Raw del 18 agosto i Cyme Tyme (JTG e Shad), dopo che avevano interferito nell'Handicap match tra i World Tag Team Champions Cody Rhodes e Ted DiBiase contro il solo John Cena, favorendo la vittoria di quest'ultimo, rubarono i titoli di coppia di Rhodes e DiBiase. Un match per il World Tag Team Championship tra i Cryme Tyme contro Rhodes e DiBiase fu poi sancito per Unforgiven.
Nella puntata di SmackDown del 29 agosto, dopo averla sconfitta in un incontro di coppia, Maryse sfidò la Divas Champion Michelle McCool ad un match per il titolo; con quest'ultima che poi accettò. Un match per il Divas Championship tra Maryse e la McCool fu poi annunciato per Unforgiven.

## Risultati
| #    | Incontri                                                                                          | Stipulazioni                                                      | Durata |
| ---- | ------------------------------------------------------------------------------------------------- | ----------------------------------------------------------------- | ------ |
| Dark | Evan Bourne ha sconfitto John Morrison                                                            | Single match                                                      | —      |
| 1    | Matt Hardy ha sconfitto Chavo Guerrero, Finlay, Mark Henry (c) e The Miz                          | Championship scramble match per l'ECW Championship                | 20:00  |
| 2    | Cody Rhodes e Ted DiBiase Jr. (c) hanno sconfitto The Cryme Tyme                                  | Tag team match per il World Tag Team Championship                 | 11:35  |
| 3    | Shawn Michaels ha sconfitto Chris Jericho per knockout tecnico                                    | Unsanctioned match                                                | 26:53  |
| 4    | Triple H (c) ha sconfitto Brian Kendrick, Jeff Hardy, Montel Vontavious Porter e Shelton Benjamin | Championship scramble match per il WWE Championship               | 20:00  |
| 5    | Michelle McCool (c) ha sconfitto Maryse                                                           | Single match per il WWE Divas Championship                        | 05:42  |
| 6    | Chris Jericho ha sconfitto Batista, JBL, Kane e Rey Mysterio                                      | Championship scramble match per il World Heavyweight Championship | 20:00  |